# 박두세
박두세(朴斗世, 1650년~1733년 6월 15일(음력 5월 4일))은 조선 시대 문인이다. 자는 사앙(士仰), 본관은 울산으로 충청도 대흥(大興: 현 충청남도 예산군 대흥면) 출신이다.
숙종 때 문과에 급제하여 목사·지중추부사를 지냈다. 그의 수필집 〈요로원야화기〉에서 혁신적인 비판 정신으로 당시의 사회 정책·제도를 문답 형식으로 날카롭게 풍자하였으며 〈삼운통고보유〉도 편찬하였다.

## 저서, 편찬서
- 저서: 〈요로원야화기〉
- 편찬서: 〈삼운통고보유〉

## 전기 자료
- 박필주, 《여호집》 권24, 동지중추부사 박 공 묘갈명